# Бабенко, Геннадий Александрович
Геннадий Александрович Бабенко (укр. Геннадій Олександрович Бабенко; род. 24 июня 1950, Марьяновка, Омская область) — крымский политик. Городской голова Симферополя (2006—2010). Депутат Верховного Совета Автономной Республики Крым (III, IV и VI созывов). Заместитель Председателя Совета министров Крыма (2002—2005).
Кандидат экономических наук (2001). Член-корреспондент Крымской академии наук (2002). Член-корреспондент Инженерной академии Украины (2002). Академик Инженерной академии Украины (2003). Действительный член Крымской академии наук (2004). Академик международной Академии духовного единства народов мира (2006). Член Совета Союза юристов Крыма (с 1997 года).

## Биография
Окончил среднюю школу № 5 в Житомире в 1967 году. В 1972 году окончил Севастопольский приборостроительный институт по специальности «радиотехника». Член ассоциации выпускников радиоинженеров.
В начале 1972 года работал лаборантом ленинградского научно-исследовательского института телевидения. Затем работал на симферопольском заводе «Фиолент». Вначале как инженер и инженер-технолог, а затем заместителем секретаря и секретарём комитета комсомола. После чего стал заведующим отделом комсомольских организаций симферопольского горкома комсомола.
С 1981 года по 1983 год учился в Высшей партийной школе при ЦК Компартии Украины в Киеве. После, вернулся в Симферополь, где являлся партийным работником. Являлся инструктором орготдела центрального райкома партии, секретарём парткома производственного кожевенно-обувного объединения им. Ф. Э. Дзержинского, вторым, первым секретарём центрального райкома партии.
В ноябре 1990 года стал председателем Центрального районного совета Симферополя, а с февраля 1991 года по май 1998 года являлся председателем исполкома данного района.
Председатель Крымской Федерации бейсбола и софтбола Украины (с 1996).
В 1998 году был избран депутатом крымского парламента, где возглавлял комиссию по промышленности, строительству, транспорту, связи и топливно-энергетическому комплексу. 1999 году окончил Крымский институт экономики и хозяйственного права по специальности «финансы и кредит». В 2001 году окончил Одесскую национальную юридическую академию.
В 2002 года вновь был избран в Верховный Совет Крыма. С 2002 года по 2005 год был заместителем председателя Совета министров Крыма.
16 мая 2005 года стал министром строительной политики, архитектуры и жилищно-коммунального хозяйства АРК в правительстве Анатолия Матвиенко, где проработал в течение года.
В марте 2006 года Бабенко баллотировался на пост городского головы Симферополя при поддержке Партии регионов, членом которой он являлся. На выборах Бабенко набрал 26 % голосов избирателей. Однако, несмотря на это Симферопольская городская территориальная избирательная комиссия назначила повторные выборы градоначальника. Причиной стало исключение из бюллетеней члена Республиканской партии Александра Гресса в день выборов и восстановление в этом списке в тот же день. Апелляционный суд Крым признал данное решение незаконным. Апелляционный суд Крыма обязал провести перевыборы городского головы. Несмотря на это Территориальная избирательная комиссия 4 июня 2006 года зарегистрировала Бабенко городским головой. На первом же заседании Бабенко предложил на должность секретаря горсовета кандидатуру члена «Русского блока» Владимира Блинова, которая была поддержана депутатами горсовета.
31 августа 2006 года Бабенко возглавил крымское отделения Ассоциации городов Украины. В сентябре 2007 года Бабенко стал членом «Землячества сибиряков в Крыму»
В конце 2008 года произошёл раскол в крымском отделении Партии регионов. Результатом стало то, что симферопольский горсовет не мог провести заседание из-за конфликта части представителей Партии регионов и Бабенко. Лидером противников Бабенко стал секретарь горсовета Владимир Блинов. Депутат от фракции «За Януковича!» Борис Фротман обвинил Бабенко в узурпации власти и коррупционной составляющей его работы. Данные обвинения поддержали депутаты горсовета от фракций Блока Юлии Тимошенко, Коммунистической партии, партии «Союз», «Русский блок» и избирательного блока «Не так», которые объединились в «антибабенковскую оппозицию». В феврале 2009 года Политсовет Партии регионов исключил Бабенко из партии.
19 марта 2009 года на заседании горсовета депутат от партии «Русский блок» Наталья Лантух разбила о голову Бабенко четыре сырых куриных яйца протестуя против увольнения с должности Белова. Железнодорожный районный суд признал Лантух виновной в хулиганстве и обязал её заплатить штраф в размере 119 гривен. Апелляционный суд Автономной Республики Крым подтвердил данное решение.
14 сентября 2009 года Совет крымской организации Партии регионов повторно исключил Бабенко. В октябре 2009 года лидер Партии регионов Виктор Янукович заявил, что не будет поддерживать Бабенко на следующих выборах мэра Симферополя.
Начальник главка крымской милиции Геннадий Москаль обвинил Геннадия Бабенко в принятии решений, связанных с распределением земли и вопросами отчуждения собственности, лишь после согласования «с членами организованной преступной группировки — господином Мельником и господином Лукашёвым».
Во время руководства Симферополем Бабенко выступал против возвращения исторических названий улицам Екатерининской, Долгоруковской, Потёмкинской, Александра Невского. Также он поддерживал присвоению аэропорту Симферополя имени летчика Султана Амет-Хана.
В декабре 2010 года Бабенко попал в реанимационном отделении городской клинической больницы № 6 с диагнозом компрессионный перелом позвоночника.
С 2010 года по 2014 год — депутат крымского парламента. С октября 2011 года — заместитель начальника Управления службы Председателя Верховного Совета Крыма и его заместителей. С февраля по октябрь 2014 года — председатель Постоянной комиссии Верховного Совета Крыма по промышленной политике, транспорту, связи и топливно-энергетическому комплексу.
С 2014 года — член «Единой России».
С 2014 года по 2015 год — советник Председателя Государственного Совета Крыма.

## Награды и звания
- Почетный гражданин города Симферополя (2007)
- Заслуженный работник промышленности Автономной Республики Крым (2000)
- Заслуженный работник промышленности Украины (2001)
- Орден «За заслуги» III степени
- Орден «За заслуги» II степени (2009)[26]
- Орден Петра Великого I степени (2007)[27]
- Почётная грамота Верховной рады Украины
- Почётная грамота Кабинета министров Украины
- Почётная грамота Совета министров Автономной Республики Крым
- Победитель в номинации «Государственные и общественные деятели» Всеукраинского рейтинга «Особистість року-2007»[28]
- Орден «Чернобыльский Крест» (2008)[29]
- Орден «За верность долгу» (13 марта 2015) — за особые заслуги при выполнении служебного и гражданского долга, безупречное исполнение служебных обязанностей, мужество, самоотверженность и инициативу, проявленные в период организации и проведения общекрымского референдума[30]
- Медаль ордена «За заслуги перед Отечеством» II степени (2014)[31]